# Fröndenberg/Ruhr

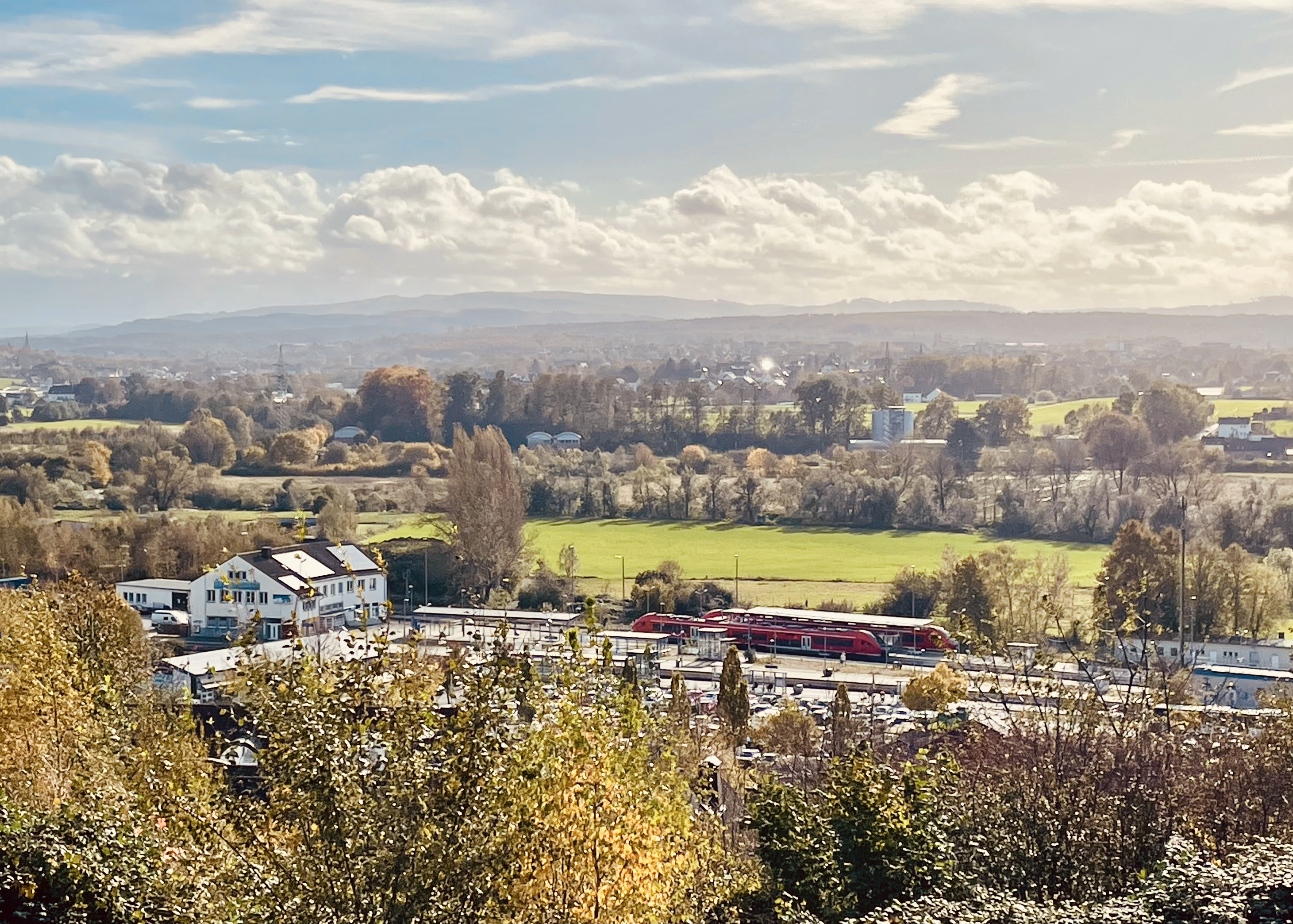
Das Bahnhofsgebäude in Fröndenberg mit Ausblick zur Nachbarstadt Menden

Fröndenberg/Ruhr ist eine kleine Mittelstadt in Nordrhein-Westfalen und gehört zum Kreis Unna. Bis zum 1. Juni 2003 führte die Stadt Fröndenberg/Ruhr den offiziellen Namen Stadt Fröndenberg.

## Geographie

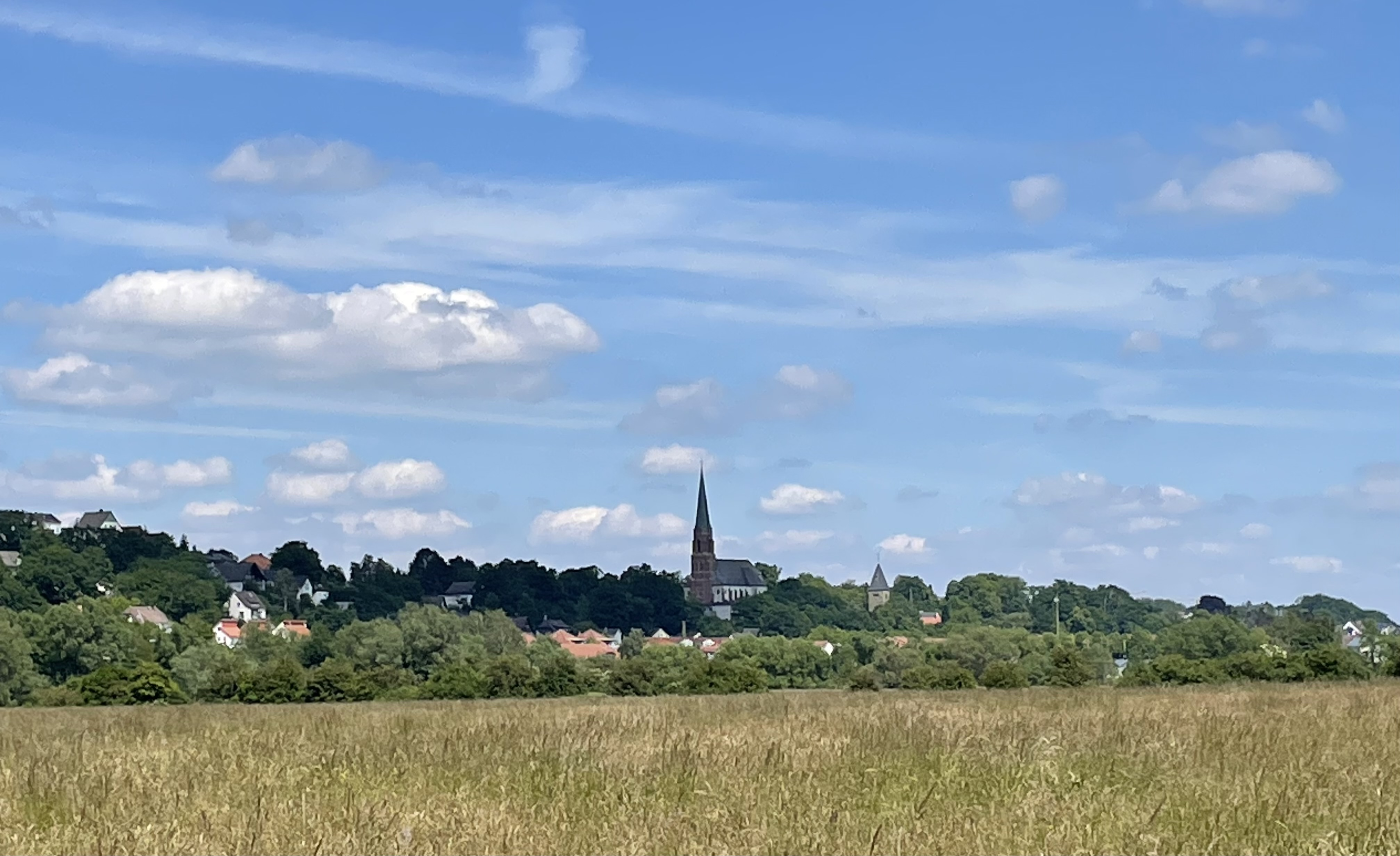
Blick auf die Stadt Fröndenberg aus Richtung Menden

Fröndenberg liegt im Süden des Kreises Unna und grenzt im Norden an die Stadt Unna, im Osten an die Gemeinde Wickede (Ruhr), im Süden an die Städte Menden (Sauerland) und Iserlohn und im Westen an die Gemeinde Holzwickede. Die Ruhr als südlicher Grenzfluss ist zugleich die Grenze des Kreises Unna zum Märkischen Kreis.
Fröndenberg liegt im Übergangsgebiet vom Ruhrgebiet im Nordwesten zur Soester Börde im Osten und zum Sauerland im Süden.
Von Westen nach Osten durchzieht der Haarstrang das Stadtgebiet, der nach Süden steil zum Ruhrtal und nach Norden sanft zum Hellweg abfällt. Der Henrichsknübel ist mit 245 Metern die höchste Erhebung der Stadt Fröndenberg. Auf dem Berg steht seit 1994 eine kleine Windkraftanlage.

## Stadtgliederung
Die Stadt Fröndenberg/Ruhr besteht aus folgenden vierzehn Ortsteilen (Gemarkungen):

Teilbereich der Fußgängerzone von Fröndenberg in der Winschotener Straße

aus dem ehemaligen Kirchspiel und Steuergemeinde Bausenhagen:
- Teilbereich der Fußgängerzone von Fröndenberg in der Winschotener StraßeBausenhagen
- Stentrop
- Bentrop
- Warmen
- Frohnhausen
- Neimen

aus dem ehemaligen Kirchspiel und Steuergemeinde Dellwig:
- Dellwig
- Altendorf
- Strickherdicke
- Ardey
- Langschede

aus dem ehemaligen Kirchspiel und Steuergemeinde Frömern
- Frömern
- Ostbüren

aus dem ehemaligen Kirchspiel und Steuergemeinde Fröndenberg
- Fröndenberg

Zur heutigen Kernstadt Fröndenberg gehören die Ortslagen Hohenheide und Westick.

## Geschichte

### Ur- und Frühgeschichte
Seit 2015 wird in Fröndenberg-Dellwig an der Unnaer Straße ein Dorf aus der Eisenzeit ausgegraben. Auf der 10 ha großen, für ein Gewerbegebiet vorgesehenen Fläche fanden sich Spuren von Hauspfosten, Abfallgruben und Urnengräber mit Leichenbrand aus der Zeit zwischen 800 v. Chr. und der Zeitenwende.

### Neuzeitlicher Bergbau in Fröndenberg
Die ältesten Grabungen nach Kohle werden auf 1575 datiert. Mit Stollen wurde erst im 18. Jahrhundert begonnen, als das Kloster Scheda sechs Jahre lang im Strickherdicker Siepen abbauen ließ.
Von 1820 bis 1847 nutzte die Zeche Frohe Ansicht denselben Stollen und ließ weitere bauen. Nach dem Zweiten Weltkrieg wurde aufgrund der Kohleknappheit mittels eines Schrägschachtes unter den alten Stollen wieder Kohle abgebaut. 1953 wurde das Bergwerk dann nach einem Unglück mit einem Toten und mehreren Verschütteten endgültig stillgelegt.
Außerdem gab es in Fröndenberg im Tal des Voßacker-Baches die Zeche Zum wilden Mann, die wahrscheinlich bis 1857 Kohle förderte. Die Kohlevorräte waren aber vergleichsweise gering, sodass die Stollen rasch aufgelassen wurden.
Ein Wanderweg der Geotope erschließt die Örtlichkeiten. Der frühe Bergbau in Fröndenberg, das dortige Kettenschmiedemuseum, das Laufwasserkraftwerk Langschede und das nahegelegene Wasserwerk Halingen/Fröndenberg in Menden gehören zu den Themenrouten der Route der Industriekultur.

### Möhnekatastrophe im Mai 1943
Durch die Zerstörung der Möhnetalsperre in der Nacht vom 16. auf den 17. Mai 1943 flossen große Wassermassen aus dem Stausee in die Möhne und damit auch durch das etwa 20 km flussabwärts unter der Talsperre liegende Ruhrtal bei Fröndenberg.
Die Flutwelle erreichte die Stadt in den äußersten Ortsteilen etwa zwei Stunden nach Zerstörung der Talsperre gegen 02.45 Uhr. Auf der heutigen Bahnhofstraße stand das Wasser beim Scheitelpunkt der Flutwelle am 17. Mai gegen 04.00 Uhr etwa 1,80 m hoch. Durch das Wasser wurden die Straßen- und die Eisenbahnbrücke über der Ruhr zerstört. Die inzwischen durch einen Neubau ersetzte alte Ruhrbrücke in Langschede hielt bis auf einige Beschädigungen dem Druck stand. Im Bahnhof wurden Lokomotiven und Waggons entgleist, zusammengeschoben und lagen teilweise auf der Seite. In Dellwig gab die Kuhbrücke unter der Last nach. Elf Häuser wurden im Stadtgebiet völlig zerstört, weitere 200 schwer bis leicht beschädigt. In den beiden großen Fabriken Union und Himmelmann ruhte der Betrieb für 18 bzw. 90 Tage.
Am 1. Juli wurde eine Behelfsbrücke für den Eisenbahnverkehr zwischen Fröndenberg und Menden eröffnet, die benachbarte Straßenbrücke am 18. August.
Durch die Flutwelle starben 36 Einwohner der Stadt.
An die Möhnekatastrophe erinnern heute noch zwei Pegelmarken. Die eine findet sich an einem Wohnhaus unweit des neuen Seniorenzentrums in der Karl-Wildschütz-Straße, die andere an einem Wohnhaus im Ortsteil Westick. Die Eisenbahnbrücke wurde nur eingleisig wiederaufgebaut.

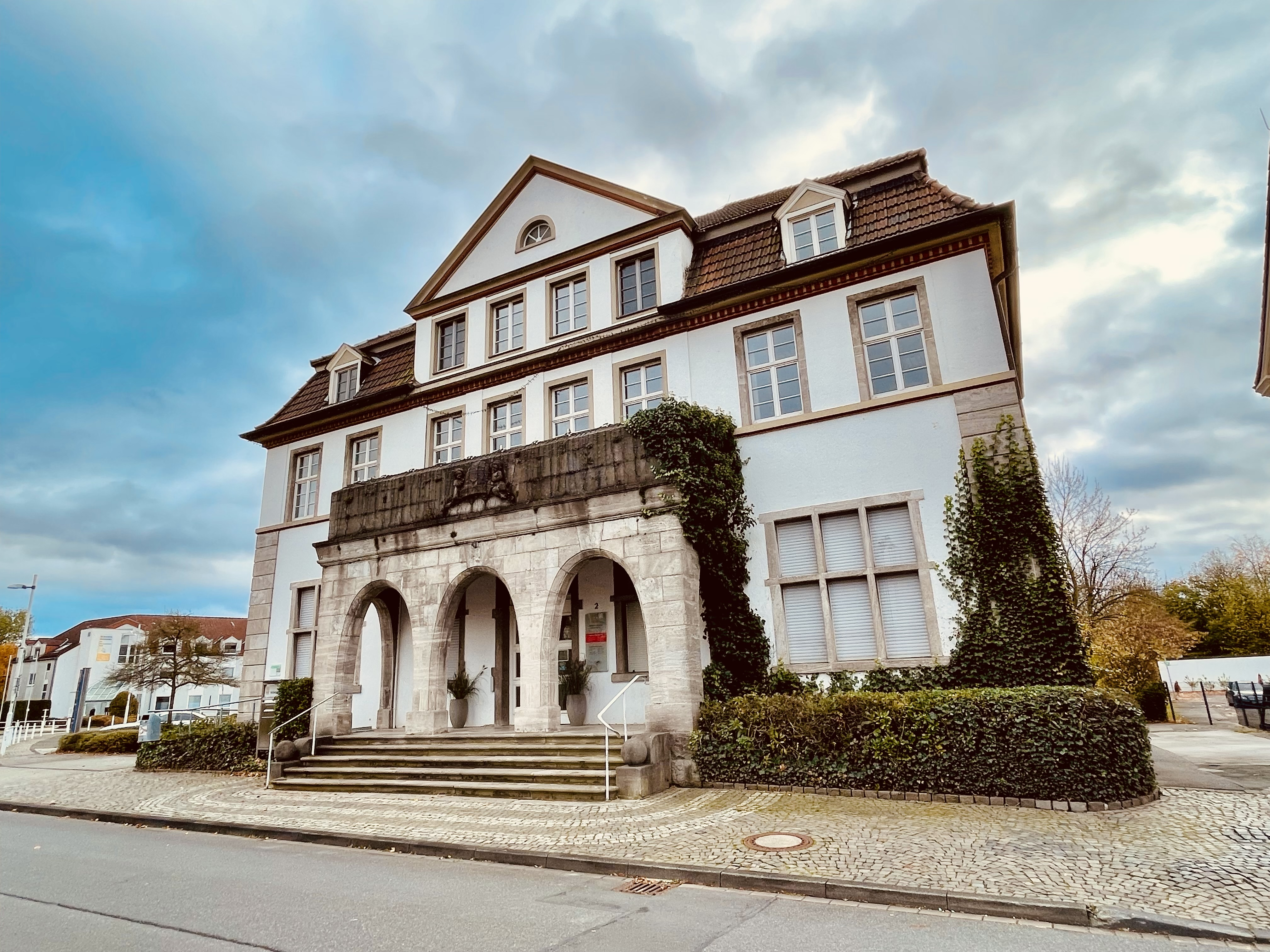
Rathausgebäude der Stadt Fröndenberg in der Bahnhofstraße

### Jüngere Stadtgeschichte
Zu Anfang der 1980er Jahre unterschied sich das Ortsbild der Fröndenberger Stadtmitte deutlich von seinem heutigen Aussehen. Fröndenberg profitierte von den drei Sparten Kettenindustrie, Papierindustrie und Produktion von Fahrradteilen. Namentlich waren dies vor allem die Firmen Union (Ketten und Fahrradteile) und Weig-Himmelmann (Papierindustrie), die jahrzehntelang Silhouette, Arbeitsplatzangebot und Image der Stadt prägten.

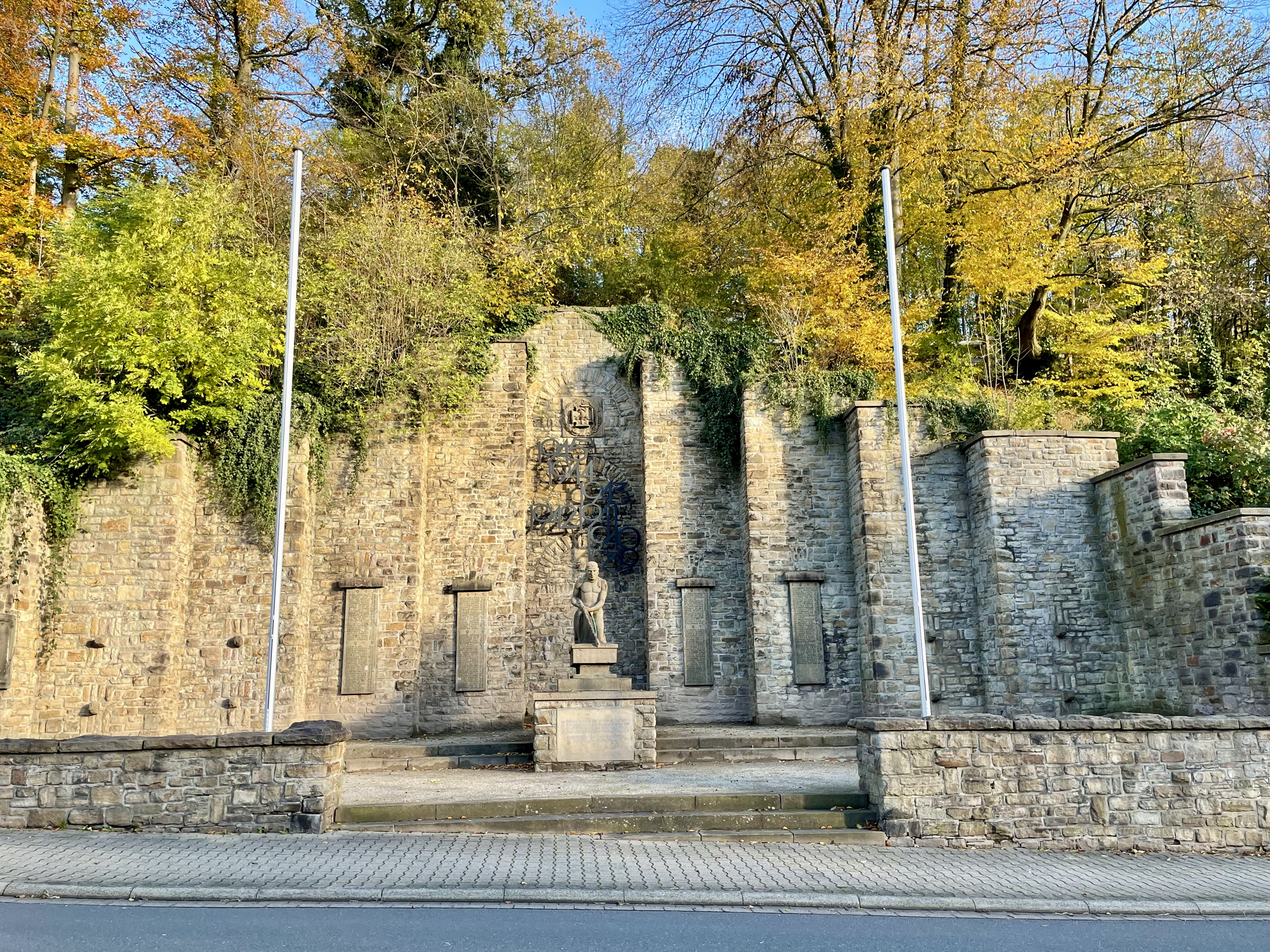
Mahn- und Kriegerdenkmal in Fröndenberg an der Eulenstraße

Die Firma Union wurde 1899 als Fa. Wilhelm Feuerhake & Co. gegründet. Sie profitierte vom Aufstieg des Fahrrades als billiges, bequemes und schnelles Fortbewegungsmittel. Dafür produzierte man hier Speichen, Nippel und Pedale. Die Firma lag in einem Areal etwa zwischen dem heutigen Marktplatz und der Von-Tirpitz-Straße. Ende der 1970er Jahre wurde der Platz zum Expandieren zu knapp, weshalb ein Umzug einige Kilometer weiter westlich auf das Gelände der ehemaligen Gummifabrik Atlantic an der Ardeyer Straße beschlossen wurde. Die Gebäude der Fabrik in der Stadtmitte sprengte man 1981 und überbaute das zwischenzeitlich als Sanierungsgebiet ausgewiesene Areal schließlich durch das heutige Wohn- und Geschäftsviertel sowie großzügige Parkplätze. Gleichzeitig wurde 1991 die Ortsumgehung mittels des Überwurfs am Bahnhof fertiggestellt und verkehrliche Missstände im Bereich Alleestraße und dem ehemaligen Bahnübergang (der noch heute als Fußgängerübergang erhalten ist) damit behoben. Die Firma Union wurde 1994 geschlossen.
Auf der anderen Seite der Bahn entstand 1854 am Ruhrufer die Papierfabrik Himmelmann. Sie war nach der Union der zweite wichtige Arbeitgeber der Stadt und wurde 1982 nach einer Firmenübernahme geschlossen. Zehn Jahre lang standen auf dem Himmelmann-Gelände noch die Fabrikgebäude. 1992 sprengte man Teile der Fabrik im Zuge von Dreharbeiten für den Film Schtonk, u. a. mit Götz George. Anschließend ist auch dieses Gelände eingeebnet worden. Nach anfänglichen Planungen zu einem Freizeitpark wurde schließlich ein frei zugänglicher Landschaftspark realisiert. Das ehemalige Strohlager der Himmelmann-Fabrik wurde zum Kettenschmiedemuseum Fröndenberg und zum Veranstaltungszentrum Kulturschmiede. Teile der Wände ohne Dach bilden das sogenannte Forum. Markantestes Objekt ist der 14 Meter hohe Hochleistungs-Trichterstoff-Fänger („Fröndenberger Trichter“), der als Industrierelikt erhalten geblieben ist und von Markus Lüpertz saniert und signiert wurde. Ende 2010 wurde der Landschaftspark Ruhrufer in Anlehnung an den Werksnamen in Himmelmannpark umbenannt. Seitdem stehen an den Eingängen blaue Stahl-Stelen in Form eines F (für „Fröndenberg“). 2011 wurde unweit des Stauwehrs an der Ruhr der sogenannte Ruhrbalkon offiziell eröffnet, der sich in der Form eines Schiffsbugs als Aussichtsplattform einige Meter über die Ruhr erstreckt.
Während der COVID-19-Pandemie in Deutschland starben 2020 mindestens zwei Mitarbeiter (55 Jahre, 58 Jahre) und 16 Bewohner im Pflegeheim Schmallenbach-Haus. Es war einer der ersten größeren Ausbrüche des damals neuartigen Coronavirus in einer Pflegeeinrichtung. Die Stadt Fröndenberg hatte 2020 im gesamten Kreis Unna die meisten Todesfälle durch das Virus zu beklagen.

### Verwaltungsgeschichte
Am 1. April 1902 wurde die Gemeinde Fröndenberg aus den bisherigen Gemeinden Dorf Fröndenberg, Stift Fröndenberg und Westick bei Fröndenberg gebildet. Sie gehörte zum Landkreis Hamm und wechselte am 17. Oktober 1930 in den nunmehrigen aus dem alten Kreis Hamm gebildeten Kreis Unna. Seit dem 28. Oktober 1952 ist Fröndenberg eine Stadt. Am 1. Januar 1968 wurden Altendorf, Bausenhagen, Frohnhausen, Frömern, Langschede, Neimen, Ostbüren, Stentrop, Strickherdicke und Warmen eingemeindet. Ein Teil der ehemaligen Gemeinde Bentrop kam am 1. Juli 1969 hinzu. Seit dem 1. Januar 1975 gehört Fröndenberg zu dem in seiner Ausdehnung völlig veränderten Kreis Unna.

## Demographie

### Entwicklung der Einwohnerzahlen

Einwohnerentwicklung von Fröndenberg von 1998 bis 2015

(jeweils zum 31. Dezember)
| Jahr | Einwohner |
| ---- | --------- |
| 1962 | 16.856    |
| 1965 | 16.894    |
| 1970 | 17.779    |
| 1975 | 19.289    |
| 1980 | 20.624    |
| 1985 | 20.040    |
| 1990 | 21.252    |
| 1995 | 22.145    |
| 2000 | 22.995    |

| Jahr | Einwohner |
| ---- | --------- |
| 2005 | 23.128    |
| 2009 | 22.135    |
| 2010 | 22.007    |
| 2015 | 20.961    |
| 2018 | 20.766    |
| 2019 | 20.760    |
| 2020 | 21.396    |
| 2022 | 20.548    |

### Einwohnerstatistik
Nach den statistischen Daten des Demographie-, des Integrations- sowie des Sozialberichts, welche von Wegweiser-Kommune veröffentlicht wurden, ergeben sich für Fröndenberg/Ruhr folgende Werte:
- Bevölkerungsanteil der unter 18-Jährigen: 15,9 % (Stand: 2022)
- Bevölkerungsanteil der mindestens 65-Jährigen: 23,8 % (Stand: 2022)
- Ausländeranteil: 9,3 % (Stand: 2022)
- Arbeitslosenanteil (im Verhältnis zu den sozialversicherungspflichtig Beschäftigten): 6,2 % (Stand: 2022)

### Bevölkerungsaufbau
| Alter                 | Zahl der Einwohner (Stand 2020) |
| --------------------- | ------------------------------- |
| bis 18 Jahre          | 3 534                           |
| 19–27 Jahre           | 1 860                           |
| 28–40 Jahre           | 3 032                           |
| 41–65 Jahre           | 8 157                           |
| über 65 Jahre         | 4 813                           |
| Gesamte Einwohnerzahl | 21 3960                         |

### Konfessionsstatistik
Gemäß dem Zensus 2011 waren 40,0 % der Einwohner evangelisch, 37,7 % römisch-katholisch und 22,3 % waren konfessionslos, gehörten einer anderen Glaubensgemeinschaft an oder machten keine Angabe. Die Zahl der Protestanten und Katholiken ist seitdem gesunken. Ende März 2020 waren 7577 Einwohner (35,4 %) evangelisch, 7442 (34,8 %) römisch-katholisch und 6339 (29,6 %) gehörten entweder einer anderen Glaubensgemeinschaft an oder waren konfessionslos. Der Anteil der Protestanten und Katholiken an der Gesamtbevölkerung sinkt jährlich um 1 Prozentpunkt. Gemäß dem Zensus 2022 waren (Mai 2022) 34,2 % der Einwohner evangelisch, 33,0 % katholisch und 32,8 % waren konfessionslos, gehörten einer anderen Glaubensgemeinschaft an oder machten keine Angabe.

## Politik

### Ergebnisse der Kommunalwahlen 2020 in Fröndenberg (Ruhr)
Die Sitze im Stadtrat verteilen sich nach dem Ergebnis der Kommunalwahl 2020 folgendermaßen auf die einzelnen Parteien:
| Partei | Stimmen | % (2020) | % (2014) | +/− | Sitze (2020) | Sitze (2014) | +/− |
| --- | --- | --- | --- | --- | --- | ------------ | --- |
| SPD | 2.993 | 30,6 % | 38,8 % | −8,2 % | 11 | 14           | −3  |
| CDU | 2.910 | 29,8 % | 34,5 % | −4,7 % | 10 | 12           | −2  |
| Bündnis 90/Die Grünen | 1.835 | 18,8 % | 12,1 % | +6,7 % | 06 | 04           | +3  |
| FWG | 1.477 | 15,1 % | 06,6 % | +8,5 % | 05 | 02           | +3  |
| FDP | 0.368 | 03,8 % | 03,9 % | −0,1 % | 01 | 01           | ±0  |
| Die LINKE | 0.193 | 02,0 % | 04,1 % | −2,1 % | 01 | 01           | ±0  |
| Gültige Stimmen | 9.776 | | | | |              |     |
| Ungültige Stimmen | 0.202 | | | | |              |     |
| Stimmen Insgesamt | 9.978 | | | | 34 | 34           | ±0  |
| Wahlberechtigte Insgesamt | 17.8220 | 56,0 % | 54,6 % | +1,4 % | |              |     |
| Ratswahl 13. September 2020 in Fröndenberg (Ruhr)Wahlbeteiligung: 56,0 % 403020100 30,6 %29,8 %18,8 %15,1 %3,8 %2,0 % SPDCDUGrüneFWGdFDPLinkeGewinne und Verlusteim Vergleich zu 2014 %p 10 8 6 4 2 0 −2 −4 −6 −8−10−8,2 %p−4,7 %p+6,7 %p+8,5 %p−0,1 %p−2,1 %pSPDCDUGrüneFWGFDPLinkeAnmerkungen:d Fröndenberger Wähler Gemeinschaft | Ratswahl 13. September 2020 in Fröndenberg (Ruhr)Wahlbeteiligung: 56,0 % 403020100 30,6 %29,8 %18,8 %15,1 %3,8 %2,0 % SPDCDUGrüneFWGdFDPLinkeGewinne und Verlusteim Vergleich zu 2014 %p 10 8 6 4 2 0 −2 −4 −6 −8−10−8,2 %p−4,7 %p+6,7 %p+8,5 %p−0,1 %p−2,1 %pSPDCDUGrüneFWGFDPLinkeAnmerkungen:d Fröndenberger Wähler Gemeinschaft | Ratswahl 13. September 2020 in Fröndenberg (Ruhr)Wahlbeteiligung: 56,0 % 403020100 30,6 %29,8 %18,8 %15,1 %3,8 %2,0 % SPDCDUGrüneFWGdFDPLinkeGewinne und Verlusteim Vergleich zu 2014 %p 10 8 6 4 2 0 −2 −4 −6 −8−10−8,2 %p−4,7 %p+6,7 %p+8,5 %p−0,1 %p−2,1 %pSPDCDUGrüneFWGFDPLinkeAnmerkungen:d Fröndenberger Wähler Gemeinschaft | Sitzverteilung nach der Ratswahl 2020 in Fröndenberg (Ruhr)Insgesamt 34 Sitze - Linke: 1 - SPD: 11 - Grüne: 6 - CDU: 10 - FDP: 1 - FWG: 5 | Sitzverteilung nach der Ratswahl 2020 in Fröndenberg (Ruhr)Insgesamt 34 Sitze - Linke: 1 - SPD: 11 - Grüne: 6 - CDU: 10 - FDP: 1 - FWG: 5 | Sitzverteilung nach der Ratswahl 2020 in Fröndenberg (Ruhr)Insgesamt 34 Sitze - Linke: 1 - SPD: 11 - Grüne: 6 - CDU: 10 - FDP: 1 - FWG: 5 |              |     |

| Partei                    | Kandidat/in               | Stimmen | % (2020) | Bürgermeisterwahl 13. September 2020Wahlbeteiligung: 56,1 % 403020100 31,1 %29,5 %20,4 %19,0 % CDUaSPDbFWGcGrünedAnmerkungen:a Freck, Heinz Günterb Müller, Sabinac Büscher, Matthiasd Schröer, Frank |
| CDU                       | Freck, Heinz Günter       | 3.062   | 31,1 %   | Bürgermeisterwahl 13. September 2020Wahlbeteiligung: 56,1 % 403020100 31,1 %29,5 %20,4 %19,0 % CDUaSPDbFWGcGrünedAnmerkungen:a Freck, Heinz Günterb Müller, Sabinac Büscher, Matthiasd Schröer, Frank |
| SPD                       | Müller, Sabina            | 2.897   | 29,5 %   | Bürgermeisterwahl 13. September 2020Wahlbeteiligung: 56,1 % 403020100 31,1 %29,5 %20,4 %19,0 % CDUaSPDbFWGcGrünedAnmerkungen:a Freck, Heinz Günterb Müller, Sabinac Büscher, Matthiasd Schröer, Frank |
| FWG                       | Büscher, Matthias         | 2.008   | 20,4 %   | Bürgermeisterwahl 13. September 2020Wahlbeteiligung: 56,1 % 403020100 31,1 %29,5 %20,4 %19,0 % CDUaSPDbFWGcGrünedAnmerkungen:a Freck, Heinz Günterb Müller, Sabinac Büscher, Matthiasd Schröer, Frank |
| Grüne                     | Schröer, Frank            | 1.866   | 19,0 %   | Bürgermeisterwahl 13. September 2020Wahlbeteiligung: 56,1 % 403020100 31,1 %29,5 %20,4 %19,0 % CDUaSPDbFWGcGrünedAnmerkungen:a Freck, Heinz Günterb Müller, Sabinac Büscher, Matthiasd Schröer, Frank |
| Gültige Stimmen           | Gültige Stimmen           | 9.833   |          | Bürgermeisterwahl 13. September 2020Wahlbeteiligung: 56,1 % 403020100 31,1 %29,5 %20,4 %19,0 % CDUaSPDbFWGcGrünedAnmerkungen:a Freck, Heinz Günterb Müller, Sabinac Büscher, Matthiasd Schröer, Frank |
| Ungültige Stimmen         | Ungültige Stimmen         | 0.156   |          | Bürgermeisterwahl 13. September 2020Wahlbeteiligung: 56,1 % 403020100 31,1 %29,5 %20,4 %19,0 % CDUaSPDbFWGcGrünedAnmerkungen:a Freck, Heinz Günterb Müller, Sabinac Büscher, Matthiasd Schröer, Frank |
| Stimmen Insgesamt         | Stimmen Insgesamt         | 9.989   |          | Bürgermeisterwahl 13. September 2020Wahlbeteiligung: 56,1 % 403020100 31,1 %29,5 %20,4 %19,0 % CDUaSPDbFWGcGrünedAnmerkungen:a Freck, Heinz Günterb Müller, Sabinac Büscher, Matthiasd Schröer, Frank |
| Wahlberechtigte Insgesamt | Wahlberechtigte Insgesamt | 17.8220 | 56,1 %   | Bürgermeisterwahl 13. September 2020Wahlbeteiligung: 56,1 % 403020100 31,1 %29,5 %20,4 %19,0 % CDUaSPDbFWGcGrünedAnmerkungen:a Freck, Heinz Günterb Müller, Sabinac Büscher, Matthiasd Schröer, Frank |

| Partei                    | Kandidat/in               | Stimmen | % (2020) | Bürgermeisterstichwahl 27. September 2020Wahlbeteiligung: 43,4 % 706050403020100 60,1 %39,9 % SPDaCDUbAnmerkungen:a Müller, Sabinab Freck, Heinz Günter |
| SPD                       | Müller, Sabina            | 4.608   | 60,1 %   | Bürgermeisterstichwahl 27. September 2020Wahlbeteiligung: 43,4 % 706050403020100 60,1 %39,9 % SPDaCDUbAnmerkungen:a Müller, Sabinab Freck, Heinz Günter |
| CDU                       | Freck, Heinz Günter       | 3.060   | 39,9 %   | Bürgermeisterstichwahl 27. September 2020Wahlbeteiligung: 43,4 % 706050403020100 60,1 %39,9 % SPDaCDUbAnmerkungen:a Müller, Sabinab Freck, Heinz Günter |
| Gültige Stimmen           | Gültige Stimmen           | 7.668   |          | Bürgermeisterstichwahl 27. September 2020Wahlbeteiligung: 43,4 % 706050403020100 60,1 %39,9 % SPDaCDUbAnmerkungen:a Müller, Sabinab Freck, Heinz Günter |
| Ungültige Stimmen         | Ungültige Stimmen         | 0.060   |          | Bürgermeisterstichwahl 27. September 2020Wahlbeteiligung: 43,4 % 706050403020100 60,1 %39,9 % SPDaCDUbAnmerkungen:a Müller, Sabinab Freck, Heinz Günter |
| Stimmen Insgesamt         | Stimmen Insgesamt         | 7.728   |          | Bürgermeisterstichwahl 27. September 2020Wahlbeteiligung: 43,4 % 706050403020100 60,1 %39,9 % SPDaCDUbAnmerkungen:a Müller, Sabinab Freck, Heinz Günter |
| Wahlberechtigte Insgesamt | Wahlberechtigte Insgesamt | 17.8140 | 43,4 %   | Bürgermeisterstichwahl 27. September 2020Wahlbeteiligung: 43,4 % 706050403020100 60,1 %39,9 % SPDaCDUbAnmerkungen:a Müller, Sabinab Freck, Heinz Günter |

### Rat der Stadt
Der Rat der Stadt Fröndenberg/Ruhr besteht aus den 34 gewählten Ratsmitgliedern sowie der Bürgermeisterin.
Aus der Kommunalwahl in Nordrhein-Westfalen am 13. September 2020 ging die SPD-Fraktion mit elf Ratsmitgliedern als Siegerin hervor. Nach einem Eklat auf der konstituierenden Ratssitzung im November 2020 traten zwei Mitglieder aus der SPD-Fraktion aus und bildeten die Fröndenberger Wähler Gemeinschaft. Damit ergibt sich, die SPD-Bürgermeisterin eingerechnet, seit Ende 2020 folgende Sitzverteilung:
| Partei / Liste                              | 0Sitze0 |
| Sozialdemokratische Partei Deutschlands     | 10      |
| Christlich Demokratische Union Deutschlands | 10      |
| Bündnis 90/Die Grünen                       | 06      |
| Fröndenberger Wähler Gemeinschaft           | 05      |
| Soziale Wählergemeinschaft Fröndenberg      | 02      |
| Die Linke                                   | 01      |
| Freie Demokratische Partei                  | 01      |

### Bürgermeister der Stadt
Von 1975 bis 1999 waren Bürgermeister in Frödenberg ehrenamtlich, seit 1999 waren beziehungsweise sind sie hauptamtlich Bürgermeister der Stadt:
- 1975–1984: Friedrich Westermann (CDU)[26]
- 1984–1994: Wilhelm Demmer (SPD)[27]
- 1994–1998: Christa Büscher (CDU)[28]
- 1999–2009: Egon Krause (SPD)[29]
- 2009–2020: Friedrich-Wilhelm Rebbe (SPD)[30][31]
- seit 2020: Sabina Müller (SPD)[32]

### Ergebnisse der Kommunalwahlen ab 1975
In der Liste werden nur die Stimmenanteile der Parteien und Wählergemeinschaften aufgeführt, die mindestens 1,95 Prozent der Stimmen bei der jeweiligen Wahl erhalten haben.
| Jahr     | SPD    | CDU    | Grüne  | FWG    | Linke | FDP   | CWG   | FBL   |
| -------- | ------ | ------ | ------ | ------ | ----- | ----- | ----- | ----- |
| 1975     | 49,4 % | 42,5 % |        |        |       | 8,1 % |       |       |
| 1979     | 48,6 % | 43,6 % |        |        |       | 7,8 % |       |       |
| 1984     | 48,2 % | 38,0 % |        |        |       | 6,4 % |       | 7,4 % |
| 1989     | 51,6 % | 35,5 % |        |        |       | 7,1 % |       | 5,7 % |
| 1994     | 43,9 % | 38,9 % | 11,2 % |        |       | 3,9 % |       | 2,2 % |
| 1999     | 38,5 % | 44,3 % | 07,1 % |        |       | 5,5 % | 4,5 % |       |
| 2004     | 36,4 % | 40,2 % | 09,0 % | 07,3 % |       | 7,0 % |       |       |
| 2009     | 36,0 % | 33,2 % | 12,7 % | 08,8 % |       | 9,3 % |       |       |
| 2014     | 38,8 % | 34,5 % | 12,1 % | 06,6 % | 4,1 % | 3,9 % |       |       |
| [00]2020 | 30,6 % | 29,8 % | 18,8 % | 15,1 % | 2,0 % | 3,8 % |       |       |

### Städtepartnerschaften
Fröndenberg unterhält seit dem 4. Mai 1964 eine Städtepartnerschaft mit Bruay-la-Buissière (Frankreich) und seit dem 1. Juni 1991 eine Städtefreundschaft mit Hartha in Sachsen.
Eine seit dem 6. Mai 1989 mit Winschoten (Niederlande) bestandene Städtepartnerschaft wurde im August 2017 beendet.

### Wappen, Banner und Flagge
| Wappen der Stadt Fröndenberg, Kreis Unna | Blasonierung: „In Gold (Gelb) über einem erniedrigten dreireihigen von Rot und Silber (Weiß) geschachten Balken der wachsende silbern (weiß) nimbierte und blau gepanzerte heilige Mauritius mit golden (gelb) geschäfteter blauer Lanze in der rechten Hand.“ |
| Wappen der Stadt Fröndenberg, Kreis Unna | Wappenbegründung: Das Wappen wurde zuletzt am 10. März 1949 zusammen mit dem Siegel vom nordrhein-westfälischen Innenminister verliehen. Es war erstmals am 20. April 1937 vom Oberpräsidenten der Provinz Westfalen verliehen worden. Der Schachbalken wie auch die goldene Tingierung des Schildes weisen auf die ehemaligen Landesherren, die Grafen von der Mark hin. Der hl. Mauritius ist der Schutzpatron des ehemaligen Stifts Fröndenberg. Das Banner ist von Rot und Weiß gespalten mit dem Wappen in der Mitte. Die Hissflagge ist von Rot und Weiß geteilt mit dem Wappen in der Mitte. |

Banner
Hissflagge
Wappen des ehem. Amtes Fröndenberg
Wappen des ehem. Amtes Rhynern

## Kultur und Sehenswürdigkeiten

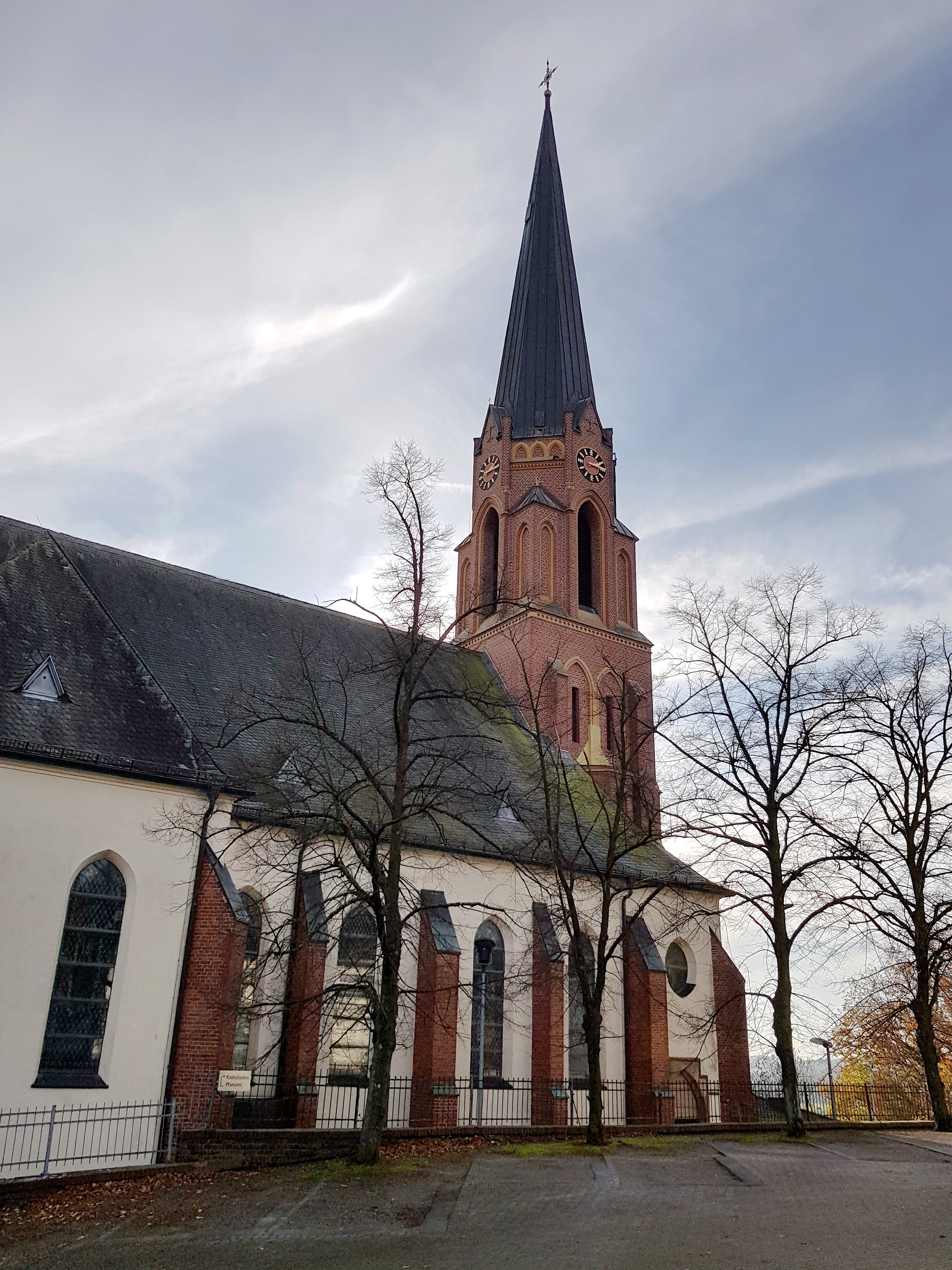
St. Marien

### Bauwerke
- Stiftskirche Fröndenberg; Grabeskirche der Grafschaft Mark, im 15. Jahrhundert in mehreren Bauphasen errichtet. Sie wird heute von der evangelischen Gemeinde genutzt. Im Inneren ist die reiche Ausstattung, darunter ein gotischer Flügelaltar des sogenannten Meister des Fröndenberger Altars, ein barocker Hauptaltar, die barocke Orgel sowie verschiedene gräfliche Grabmale, sehenswert.
- Die katholische Kirche St. Marien wurde 1893–1895 im Stil der Neugotik erbaut.

| - Haus Schoppe in Langschede - Haus Altendorf in Altendorf - Evangelische Kirche Dellwig - Christkönigkirche in Frohnhausen - Wasserkraftwerk Echthausen |

### Ruinen
- Von der Burg Ardey und der Burg Hünenknüfer sind jeweils nur wenige Mauerreste erhalten.

### Museen
- In einem Gebäude der ehemaligen Papierfabrik befindet sich heute das Kettenschmiedemuseum.
- Im Obergeschoss des alten Abteigebäudes (Stiftsgebäude) befindet sich das vom örtlichen Heimatverein betreute Heimatmuseum der Stadt.

### Kunst im öffentlichen Raum
Seit 2002 ist die Stadt Fröndenberg im Kulturprojekt Hellweg – ein Lichtweg vertreten. Dadurch konnte im Jahr 2005 eine lichtakustische Skulptur des Künstlers Tilman Küntzel namens Lighting Blue(s) in der Innenstadt realisiert werden, die ein Video des sprudelnden Ruhrwassers – mit entsprechenden Geräuschen begleitet – von unten auf eine Glasplatte projiziert. Sie wurde direkt vor der Eröffnung beschädigt, ist dennoch im Sommerhalbjahr in Betrieb und kann besichtigt werden.
Ein zweiter künstlerisch gestalteter Brunnen befindet sich im Hindenburghain im Stadtteil Westick. Auf die Betonschale des außer Betrieb genommenen Brunnens wurde eine große Sonnenuhr gemalt. Der Mensch muss zum Ablesen der Uhrzeit interaktiv in den Brunnen steigen, um z. B. mit gestrecktem Arm als Schattenwerfer zu fungieren. Der marode Zustand des Brunnens war bereits mehrfach Gegenstand von Bürgerdiskussionen, soll aber verschiedenen Angaben zufolge beabsichtigt sein.
Am Radwanderweg Ruhr steht ebenfalls in Westick seit 2009 die Skulptur Winnie des Künstlers Peter Trautner.
Siehe: Liste von Kunstwerken im öffentlichen Raum in Fröndenberg

### Bäder
In Fröndenberg gibt es zwei Freibäder. Das Löhnbad liegt nördlich des Stadtzentrums und wurde 1999 renoviert. Das zweite Freibad liegt in Dellwig. Betrieben werden beide Bäder von den Stadtwerken Fröndenberg/Ruhr. Im Februar 2011 gaben die Stadtwerke Fröndenberg bekannt, aus wirtschaftlichen Gründen das Freibad im Ortsteil Dellwig ab der Saison 2011 nicht mehr weiter betreiben zu wollen. Daraufhin gründete sich ein Aktionsbündnis zum Erhalt des Freibades im Ortsteil Dellwig.
Zu den Freibädern kommen in Fröndenberg noch zwei Lehrschwimmbecken, in der Overbergschule und in der Sonnenbergschule in Langschede.

### Sport
Sportlich tritt Fröndenberg nicht nur durch gute sportliche Leistungen wie die des Vizeweltmeisters Erik Zabel auf: In Radsport-Kreisen berüchtigt ist die Eule, ein 1200 m langer, durchschnittlich 7,7 % steiler Berg als sportliche Herausforderung. Die Eule bildete lange Jahre die entscheidende Klippe beim bis in die 1990er Jahre hochrangigen Straßen-Radrennen „Rund um Dortmund“. 1999 fuhren die Radsportprofis auf der Deutschlandtour über die „Eule“. Dieses Ereignis wiederholte sich am 2. August 2006 sowie am 24. Juni 2008. Innerhalb der Veranstaltung 2008 war die „Eule“ auch Bestandteil der 15. Polizeilandesmeisterschaft NW im Radsport.
Innerhalb des Stadtgebietes von Fröndenberg existieren sechs nennenswerte (Rad-)Wanderwege.
Der bekannteste ist der Ruhrtalradweg, der von der Quelle der Ruhr in Winterberg bis zu ihrer Mündung in den Rhein bei Duisburg verläuft. Er durchquert zunächst Neimen und Westick, wechselt für einige Kilometer das Ufer der Ruhr und erreicht die Stadt Menden (Sauerland). Bei Langschede erfolgt eine erneute Ruhrquerung. Von dort aus verläuft der Radweg parallel zur Bahnstrecke Richtung Schwerte weiter. Dabei liegt Fröndenberg in etwa auf der Mitte des Weges.
Die zweite große Route ist der Westfalenwanderweg von Hattingen nach Altenbeken, der die Ortsteile Frömern, Hohenheide, Stentrop und Bausenhagen durchquert.
Ein weiterer Radfernweg ist die 480 Kilometer lange Kaiser-Route, die Fröndenberg, aus Aachen kommend, in Altendorf, Dellwig, Ardey, der Innenstadt und Neimen in Richtung Paderborn durchquert.
Mit der Zabel-Route wurde ein Trainingsrundkurs des Fröndenberger Radsportlers ausgewiesen. Er verläuft vom Rathaus Fröndenberg durch Westick und entlang der Ruhr bis Wickede mit Alternativroute über Gut Scheda („Familienrunde ohne Bergwertung“) und dann auf dem Stadtgebiet von Menden wieder zurück zum Ausgangspunkt.
Daneben existieren mehrere kürzere Wanderwege:
- der Wanderweg der Geotope, ein Rundwanderweg vom Bahnhof Ardey über Kessebüren, Frömern und den Golfplatz, der sich mit erdgeschichtlichen und topographischen Besonderheiten befasst; dabei werden die Zechen des frühen Kohlebergbaus am Thabrauck sowie die Zeche Wilder Mann, Findlinge und ein Steinbruch betrachtet[46]
- der Meditationsweg zwischen der Oase Stentrop und der Dorfkirche Bausenhagen; an diesem Weg laden sogenannte „Ausblicke“ zum Innehalten und Meditieren ein[47]
- der Astronomische Lehrpfad in Bausenhagen, ein 2,4 km langer Rundweg; auf zehn Informationstafeln sind astrofotografische Abbildungen mit Begleit-Text zu sehen (Führungen werden angeboten)[48]

Zudem verfügt die Stadt über zwei 18-Loch-Golfplätze.

## Wirtschaft und Infrastruktur
Fröndenberg/Ruhr weist eines der höheren durchschnittlichen Primäreinkommen je Einwohner im Kreis Unna auf. Im Landesvergleich belegte sie bezüglich des durchschnittlich verfügbaren Einkommens im Jahr 2016 die Rangziffer 80 unter den 396 Gemeinden Nordrhein-Westfalens. Somit gehört Fröndenberg/Ruhr zu den einkommensstärkeren Gemeinden des Bundeslandes.

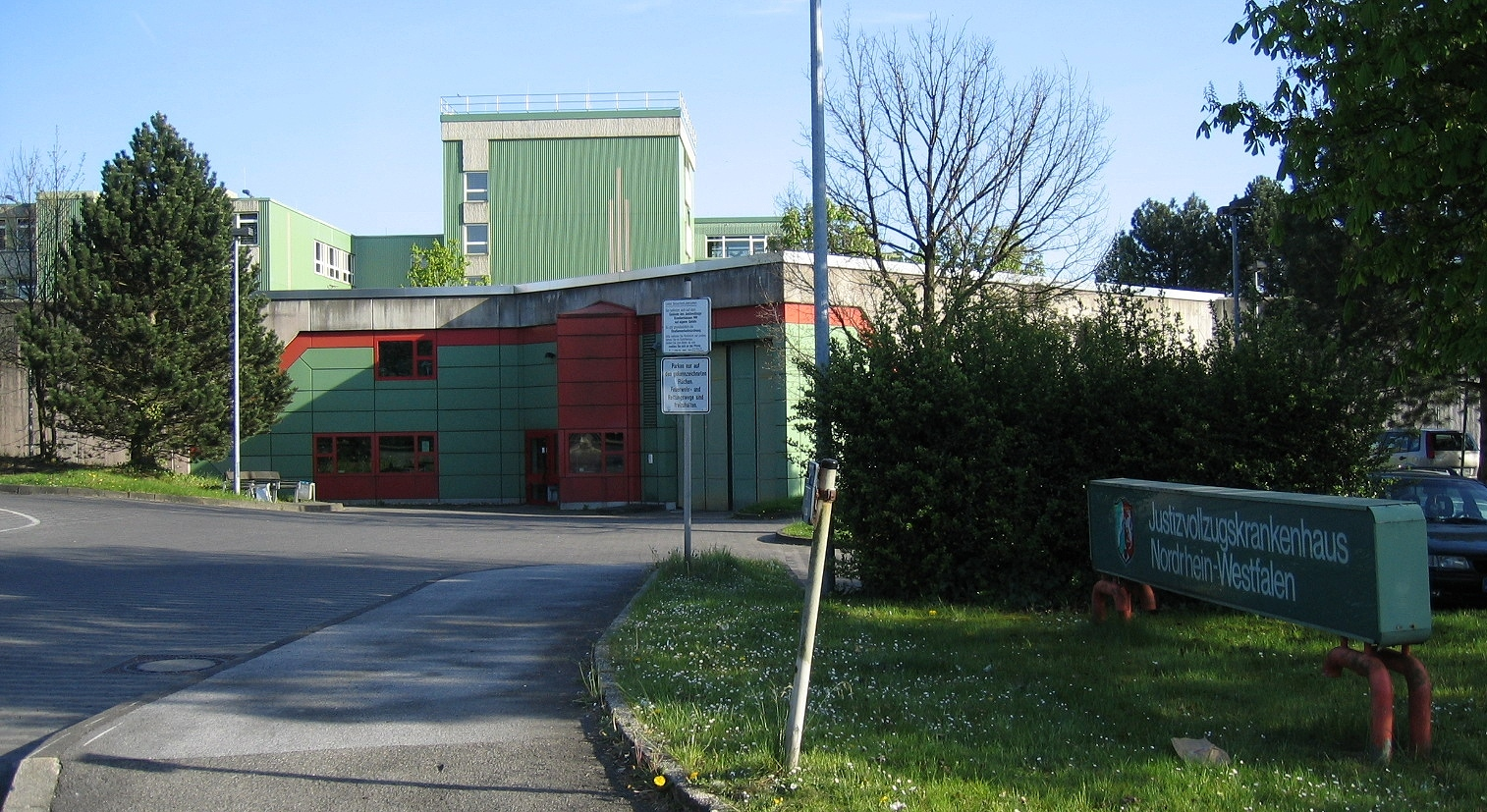
Justizvollzugskrankenhaus NRW

In Fröndenberg liegt das Justizvollzugskrankenhaus NRW. Dieses ist eines der größten seiner Art in Europa und bietet den etwa 18.500 in NRW inhaftierten Straftätern eine ärztliche Versorgung. Das Krankenhaus ist der größte Arbeitgeber der Stadt. Die medizinische Versorgung der Einwohner Fröndenbergs findet in den Krankenhäusern der benachbarten Städte Unna und Menden statt.

### Immobilienmarkt
Die Entwicklung der Hauspreise in Fröndenberg blieb in der ersten Hälfte der 2020er Jahre stabil. Zwischen den Jahren 2022 und 2023 konnte zwar ein Anstieg verzeichnet werden; doch im Vergleich zu den umliegenden Nachbarstädten Unna, Holzwickede, Schwerte und Dortmund sind die Immobilienpreise in Fröndenberg moderat geblieben.
Gleiches gilt für den Mietspiegel. Die Mietpreise (Nettokaltmieten) in Fröndenberg sind zwar in der ersten Hälfte der 2020er Jahre angestiegen, fielen aber im ersten Quartal 2025 mit durchschnittlich 7,37 €/m² vergleichsweise unter den Schnitt der besagten Nachbarstädte.

### Verkehr

#### Schiene

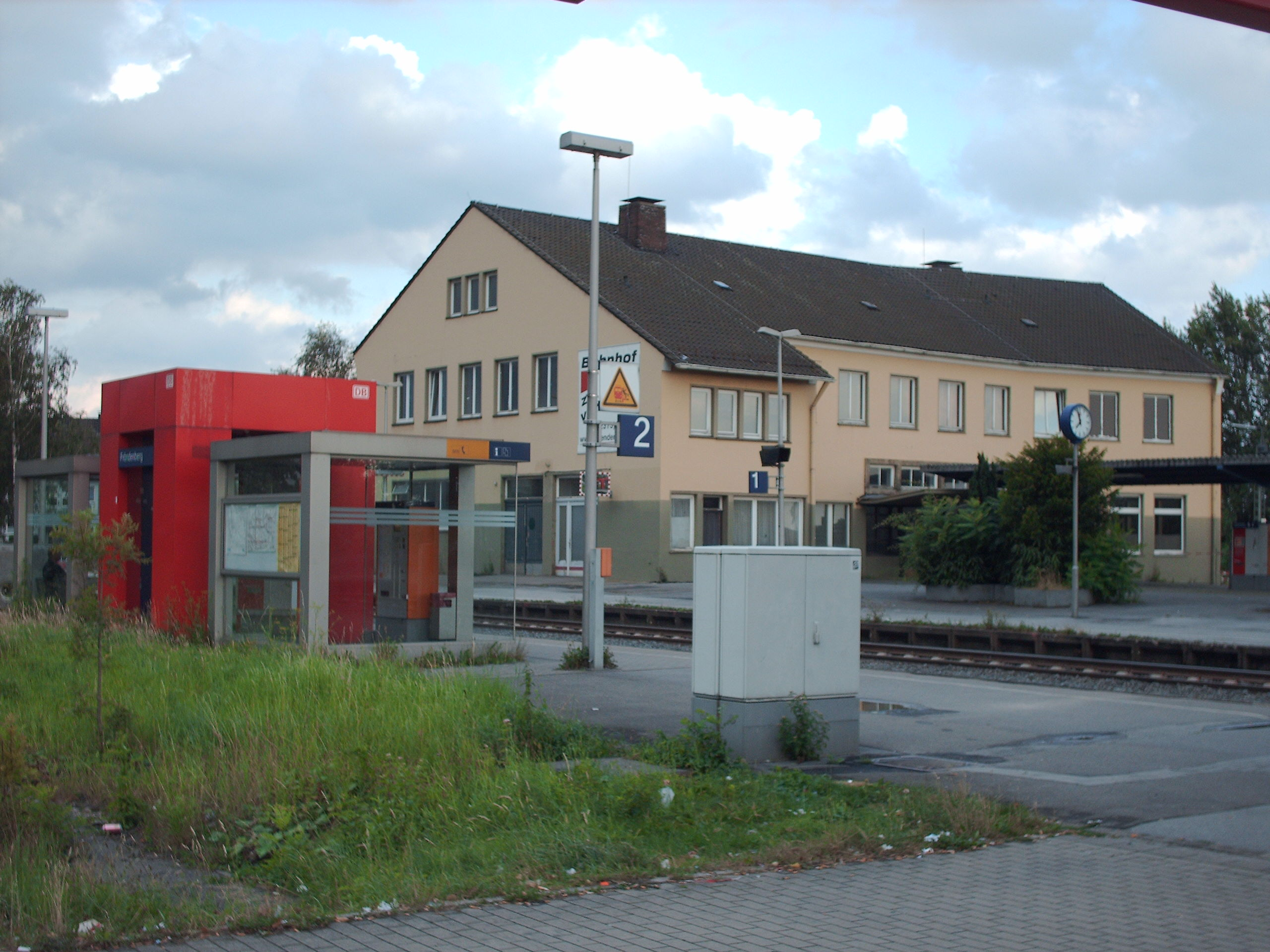
Bahnhof Fröndenberg

Von Westen nach Osten verläuft die 1870 in diesem Abschnitt erbaute Kursbuchstrecke 435 Obere Ruhrtalbahn von Hagen nach Warburg. Im Stadtgebiet wurden bis 1983 auch Langschede und bis 1979 Warmen bedient. Heute halten Züge lediglich an dem in der Stadtmitte gelegenen Bahnhof Fröndenberg. Dieser wird von den Nahverkehrslinien RE 17 Sauerland-Express (Hagen–Warburg bzw. einzelne Fahrten nach Kassel-Wilhelmshöhe) und RE 57 Dortmund-Sauerland-Express (Dortmund–Bestwig und weiter nach Winterberg, (zeitweise) Willingen oder Brilon Stadt) angefahren. Der Dortmund-Sauerland-Express verdichtet östlich von Fröndenberg den Stundentakt bis Bestwig zu einem halbstündlichen Angebot und bietet eine schnelle und direkte Verbindung mit dem Ruhrgebiet.
Nach Norden führt die 1899 eingeweihte Bahnstrecke Fröndenberg–Unna; von Süden kommt die ab 1872 eröffnete Bahnstrecke Letmathe–Fröndenberg, welche südlich des Bahnhofes die Ruhr überquert. Auf diesen beiden Strecken verkehrt die Linie RB 54 Hönnetal-Bahn von Unna nach Neuenrade. Seit 2023 wird der Verkehr zwischen Fröndenberg und Unna längerfristig wegen einer Beschädigung der Bahndämme durch Dachsbaue als Schienenersatzverkehr mit Bussen durchgeführt. Mit Ardey und Frömern liegen an der Strecke nach Unna zwei weitere Haltepunkte auf Fröndenberger Stadtgebiet; der Haltepunkt Fröndenberg West im Bereich des Drahtwerkes ist seit 1962 stillgelegt. Die Station war 1954 auch für die Belegschaft einer Ziegelei eingerichtet worden.
Nach der Zerstörung des Bahnhofsgebäudes im Krieg wurde erst 1957 ein neues Empfangsgebäude auf dem Mittelbahnsteig zwischen der Oberen Ruhrtalbahn und der nach Süden abzweigenden Strecke nach Menden errichtet. Ende September 2008 eröffnete in dem seit Jahren leerstehenden Gebäude ein Radhotel, das sich u. a. bei Nutzung des Ruhrtalradweges anbietet. Auf dem ehemaligen Güterbahnhofsgelände befinden sich heute eine Bushaltestelle, ein P&R-Parkplatz, ein Lebensmittel-Discounter, ein Getränkemarkt sowie eine Geschäftszeile mit Imbiss, Taxizentrale, Blumenladen und Bäckerei.

#### Straße
Durch Fröndenberg verlaufen die folgenden Bundes- (B) und Landesstraßen (L):
- Die B 233 führt von Werne (ab der B 54) über Bergkamen, Kamen und Unna. Sie durchquert Fröndenberg in Nord-Süd-Richtung im Westen der Stadt. Dabei führt sie durch Strickherdicke und Langschede. Schließlich endet sie in Iserlohn an der A 46.
- Die B 515 beginnt auf Mendener Gebiet an der Grenze zu Fröndenberg-Langschede und führt am Zentrum von Menden vorbei durch das Hönnetal bis zur Kreuzung Balve Sanssouci
- Die L 673 beginnt an der L 675 in Hagen. Sie führt nördlich der Ruhr über Schwerte in West-Ost-Richtung durch das gesamte Stadtgebiet Fröndenbergs. Nach der Durchquerung Wickedes endet sie im Enser Ortsteil Bremen an der B 516.
- Die L 679 führt von Unna über Frömern und das Stadtzentrum Fröndenbergs bis nach Menden. Dort endet sie an der B 7.
- Die L 881 beginnt an der L 844 im Hammer Stadtteil Bockum-Hövel. Sie führt über Herringen, Bönen – dort mit einer Unterbrechung –, Unna-Westhemmerde und Bausenhagen nach Frohnhausen. Dort endet sie an der L 673.

Die nächstgelegenen Autobahnanschlussstellen sind die Anschlussstellen Unna-Ost an der A 44 (Dortmund–Kassel), etwa elf Kilometer nördlich, die Anschlussstelle Iserlohn-Seilersee an der A 46 (Hagen–Hemer) etwa fünfzehn Kilometer südlich und die Anschlussstelle Wickede (Ruhr) an der A 445 (Werl–Arnsberg) etwa zwölf Kilometer östlich.

### Medien
In Fröndenberg erscheinen der Hellweger Anzeiger, die Westfalenpost und die Westfälische Rundschau – jeweils mit einem Lokalteil für die Stadt. Die Radio-Lokalsender der Nachbarstädte können empfangen werden: Antenne Unna, Radio MK, Radio Hagen und Radio Dortmund 91.2, im Norden Radio Lippe Welle Hamm und Hellweg Radio.

## Persönlichkeiten
Zu bekannten gebürtigen und mit der Stadt Fröndenberg/Ruhr verbundene Persönlichkeiten gehören Personen aus Religion, wie beispielsweise Johann Dietrich von Steinen, westfälischer Historiker und evangelischer Pfarrer, Personen der Wirtschaft, wie der Kaufmann und Politiker Hubert Schmidt, aber auch Personen aus Kunst und Kultur, sowie Militär, Sport, Wissenschaft und Politik. Eine vollständige Liste, inklusive Bürgermeister und Ehrenbürger, findet sich im Hauptartikel.

## Trivia
- Obwohl die Stadt eher klein ist, besitzt sie zwei Golfplätze.
- Fröndenberg besitzt vier Telefonvorwahlen: 02378, 02373, 02377 und 02303.
- Eine der ersten Gesamtschulen Nordrhein-Westfalens steht in Fröndenberg.
- Die Orte Warmen, Neimen und Frohnhausen finden Erwähnung auf dem hidden Track der CD Wo der Pfeffer wächst der Wise Guys.